# Липня (приток Ямуги)
Липня — река в городском округе Клин Московской области России, правый приток Ямуги.
Берёт начало в заболоченном лесу в 8 км южнее города Высоковска. Впадает в реку Ямугу в 0,2 км от её устья, к северу от города Клина. Длина — 24 км (по другим данным — 22 км), площадь водосборного бассейна — 104 км². Река равнинного типа, питание преимущественно снеговое. Замерзает обычно в середине ноября, вскрывается в середине апреля:7—8.
По данным Государственного водного реестра России, относится к Верхневолжскому бассейновому округу. Речной бассейн — (Верхняя) Волга до Куйбышевского водохранилища (без бассейна Оки), речной подбассейн — бассейны притоков (Верхней) Волги до Рыбинского водохранилища, водохозяйственный участок — Волга от Иваньковского гидроузла до Угличского гидроузла (Угличское водохранилище).
В селе Селенском на реке Липне в 1982 году построили плотину. В 2009 году в реке, около деревни Першутино, поисковая группа «Подвиг» обнаружила противотанковый ёж. Он установлен в городе Клину, ул. Староямская.